# Лон-Плаж
Лон-Плаж (фр. Loon-Plage) — коммуна во Франции, регион О-де-Франс, департамент Нор, округ Дюнкерк, кантон Гранд-Сент. Расположена на побережье Ла-Манша, в 12 км к западу от Дюнкерка, в 2 км от автомагистрали А16 «Европейская».
Население (2017) — 6 193 человека.

## История
Первоначально территория, на которой сейчас находится Лон-Плаж, была островом. В результате отступления моря он к XI веку стал частью суши. С XII века здесь начали селиться люди, но их жизнь постоянно подвергалась угрозам из-за наводнений и частых войн. С конца XIX века город стал развиваться как морской курорт, были построены многочисленные отели и казино.

## Экономика
Структура занятости населения:
- сельское хозяйство — 0,8 %
- промышленность — 26,0 %
- строительство — 7,2 %
- торговля, транспорт и сфера услуг — 43,5 %
- государственные и муниципальные службы — 22,5 %

Уровень безработицы (2017) — 13,8 % (Франция в целом — 13,4 %, департамент Нор — 17,6 %). 

Среднегодовой доход на 1 человека, евро (2017) — 19 480 (Франция в целом — 21 110, департамент Нор — 19 490).

## Демография
Динамика численности населения, чел.

## Администрация
Пост мэра Лон-Плажа с 2001 года занимает член Радикальной левой партии Эрик Роммель (Éric Rommel). На муниципальных выборах 2020 года возглавляемый им независимый список был единственным.
| Период | Период | Фамилия           | Партия                   | Примечания                                                                           |
| ------ | ------ | ----------------- | ------------------------ | ------------------------------------------------------------------------------------ |
| 1959   | 1976   | Рене Курко        |                          |                                                                                      |
| 1976   | 1985   | Режи Фошуа        | Разные левые             | депутат Национального собрания, член Генерального совета департамента                |
| 1985   | 2001   | Жан-Клод Делалонд | Социалистическая партия  | член Генерального совета департамента Нор, вице-президент ассоциации коммун Дюнкерка |
| 2001   |        | Эрик Роммель      | Радикальная левая партия | член Совета региона Нор-Па-де-Кале, вице-президент ассоциации коммун Дюнкерка        |